# Petrarctus
Petrarctus is een geslacht van kreeftachtigen uit de familie van de Scyllaridae.

## Soorten
- Petrarctus brevicornis (Holthuis, 1946)
- Petrarctus demani (Holthuis, 1946)
- Petrarctus holthuisi Yang, Chen & Chan, 2008
- Petrarctus rugosus (H. Milne Edwards, 1837)
- Petrarctus veliger Holthuis, 2002